# Jean-Marc Aveline
Jean-Marc Noël Aveline (Sidi Bel Abbès, 26. prosinca 1958.) francuski je prelat Katoličke Crkve koji je 2019. imenovan nadbiskupom Marseillea nakon što je ondje služio kao pomoćni biskup od 2013. godine.
Papa Franjo ga je 27. kolovoza 2022. proglasio kardinalom-svećenikom, dodijelivši mu naslov Santa Maria ai Monti.